# ニコラス・ケンジ
ニコラス・ケンジ（NICOLAS KENJI、1993年4月29日 - ）は、日本のブレイクダンサー・モデル・タレント・ダンス講師・Youtuber。ダンサーネームはBBOY NICOLAS。「Valuence INFINITIES」、「THE FLOORRIORZ」（第二期）のリーダー。スポンサーは「株式会社リーセンド」、「ゴールデンミッション」、「NIKE KOREA」。

## 経歴
ハワイ出身。2012年からブレイキンを初め、ダンス歴わずか4年で「THE FLOORRIORZ」に加入。2015年から2017年のBOTY (Battle Of The Year)（世界大会）において3連覇に貢献。2022年、D.LEAGUE 22-23 SEASON「Valuence INFINITIES」リーダーに就任。2023年　、THE FLOORRIORZ（第二期）リーダーに就任。

## 戦績
2015年 ・2015年　THE FLOORRIORZ ブレイクダンス世界大会「Battle of the Year」優勝。
2016年
・2016年　THE FLOORRIORZ ブレイクダンス世界大会「Battle of the Year」優勝。
・2016年　「Freestyle Session Japan」優勝。
2017年
・2017年　THE FLOORRIORZ ブレイクダンス世界大会「Battle of the Year」優勝。
・2017年　「Freestyle Session Japan」優勝。
・2017年　「Battle of est (エストニア)」優勝。
2020年
・2020年　THE FLOORRIORZ 「Super Break」 優勝。
2021年
・2021年　THE FLOORRIORZ ブレイクダンス世界大会「Battle of the year」Top４入り。
2023年
・2023年　日本最大級のダンスフェス、「DANCEALIVE Charismax」東京大会優勝。
・2023年　「DANCEALIVE FINALBREAKING」(ブレイキン) Top 8入り。
・2023年　「Red Bull BC One Cypher Japan 2023」 大阪大会優勝。
・2023年　「Red Bull BC One Cypher Japan 2023」 日本大会優勝。
・2023年　「BREAK ST 2023 -IKEBUKURO BREAKIN’ CHAMPIONSHIP- 」TOP4入り。
2024年
・2024年　Pain’the Bum 「GOOD FOOT 13th Anniversary Jam BREAKIN 2vs2」準優勝。
・2024年　Festival Hip Opsession 3on3 Battle 準優勝。
・2024年　「Korea Street Cypher Series 2024 Open Breaking 1on1 Battle」 TOP4入り。

## タレント経歴
2016年
・2016年　テレビ朝日「ミュージックステーション」 三浦大知　バックダンサー。
2017年
・2017年　日本テレビ「ZIP!」生出演。
2018年
・2018年　NHK「沼にハマって聞いてみた。」出演。
2019年
・2019年　UNIQLOアンクルパンツWEBムービー出演。
2021年
・2021年　UQモバイルTVCM出演。
・2021年　アサヒスーパードライTVCM出演。
・2021年　ポケモンカードTVCM出演。
・2021年　ダイハツ アトレーTVCM出演。
・2021年　Matin Avenirモデル起用。
2022年
・2022年　舞台「浜村渚の計算ノート」 出演。
・2022年　UNIQLO TVCM出演。
・2022年　NEW ERA モデル起用。
2023年
・2023年　NEW ERA モデル起用。
・2023年　JBL 夏のON-THE-GOキャンペーン動画出演。
・2023年　エシカルジュエリーブランドGYPPHYメンズコレクションモデル起用。
2024年
・2024年　RYZ WEAR 2024 SS COLLECTIONモデル起用。